# Porcellium fiumanum
Porcellium fiumanum is een pissebed uit de familie Trachelipodidae. De wetenschappelijke naam van de soort is voor het eerst geldig gepubliceerd in 1918 door Karl Wilhelm Verhoeff.